# Anacrusa

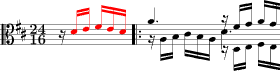
Figura 1. Ejemplo de anacrusa (en rojo), en la pieza BWV 736, de J. S. Bach.

En música, el término anacrusa (del griego ἀνάκρουσις [anákroːsis], «retroceso») hace referencia a la nota o grupo de notas sin acento que preceden al primer tiempo fuerte de una frase y que, por lo tanto, aparecen antes de la barra de compás. Puede aparecer al comienzo de la obra musical o durante la misma si el fraseo tiene esa escritura. 

## Representación gráfica
Los estándares occidentales de notación musical suelen incluir la recomendación de que, cuando una obra musical escrita empieza con una anacrusa, el compositor, el copista, el tipógrafo o el editor debe eliminar el número de pulsos correspondiente del último compás de la partitura para que el número total de pulsos de la pieza sea un número entero. El compás en el que aparece la anacrusa igual que el último compás no suelen completarse con silencios, sino que se representan incompletos (ver figura 2).

## Usos y efectos
El término musical anacrusa implica el comienzo de una pieza o frase musical antes del primer tiempo fuerte del compás en el que esté escrita. Del mismo modo, se puede utilizar esta palabra hablando del compás que contiene la nota o el conjunto de las mismas que preceden a la barra de compás.
En una analogía con el idioma castellano, si la palabra "anaCRUsa» fuera usada como letra de una canción, su sílaba acentuada (la tercera) se utilizaría en el primer tiempo de un compás. Consecuentemente, «a-na» resulta ser la «Anacrusa» de «a-na-CRU-sa». De este modo se forma anacrusa cuando en un verso hay sílabas precedentes a la primera tónica. Ejemplo, en tiempo 4/4:

```
Ritmo:  1    2    3    4    1    2    3    4    1    2    etc.

Letra:  -    -    a    na   CRU  sa   a    na   CRU  sa  etc.

```

La anacrusa caracteriza unos de los tipos de comienzo de las melodías desde el punto de vista rítmico:
- Tético: es un inicio en un tiempo fuerte, es decir, coincide con el acento.
- Anacrúsico: es un inicio en un tiempo débil.

En poesía anacrusis es el conjunto de sílabas que preceden al primer pie completo de un verso. Es más frecuente en versos de pentámetro yámbico, esta técnica aplica una variación en el verso pentámetro típico haciendo que aparezca como troqueo a primera vista.

### Historia y ejemplos
El término fue utilizado por primera vez en 1816 por G. Hermann. Algunos ejemplos de incipit de obras musicales en anacrusa:
- Loure de la Suite francesa núm. 5 en sol mayor, BWV 816, de Johann Sebastian Bach.
- Suite núm. 3 para violonchelo solo en do mayor, BWV 1009, de Johann Sebastian Bach.
- El primer movimiento de la Sonata para piano op. 2 núm. 1, de Ludwig van Beethoven.
- El inicio de "Dies Bildnis ist bezaubernd schön", la célebre aria de Tamino en mi bemol mayor de La flauta mágica, de Wolfgang Amadeus Mozart.

Figura 2. Muestra, en "12 Days", de notación de una frase musical con anacrusa.